# 1460 Haltia
Haltia (asteróide 1460) é um asteróide da cintura principal, a 2,0606742 UA. Possui uma excentricidade de 0,1893486 e um período orbital de 1 480,33 dias (4,05 anos).
Haltia tem uma velocidade orbital média de 18,68121599 km/s e uma inclinação de 6,69282º.
Esse asteróide foi descoberto em 24 de Novembro de 1937 por Yrjö Väisälä.